# Katia Syraca
 (novembre 2022).
Si vous disposez d'ouvrages ou d'articles de référence ou si vous connaissez des sites web de qualité traitant du thème abordé ici, merci de compléter l'article en donnant les références utiles à sa vérifiabilité et en les liant à la section « Notes et références ».
Ekaterini Panagiotou Sycara (Grec: Κάτια Συκαρά) est une informaticienne grecque, elle est professeure de recherche  Edward Fredkin en robotique au Robotics Institue, School of Computer Science de l'Université Carnegie Mellon, mondialement connue pour ces recherches en intelligence artificielle, en particulier dans les domaines de la négociation, des agents autonomes et multi-systèmes. Elle dirige le Advanced Agent-robotics Technology Lad de l'Institue de robotique de l'Université Carnegie Mellon. Katia Syraca est également conseillère académique pour les étudiants au doctorat au Robotics Institue et à la Tepper School Of Buisness

## Éducation et jeunesse
Katia Syraca est née en Grèce, pour poursuivre des études supérieures elle est allée aux États-Unis grâce à diverses bourses, y compris un Fulbright (1965-1969). Elle a obtenu un baccalauréat en mathématiques appliquées de l’Université Brown, une maîtrise en génie électrique de l’Université du Wisconsin–Milwaukee et un doctorat en informatique du Georgia Institute of Technology.

## Recherches et carrière
Sycara est une pionnière dans le domaine du web sémantique, du raisonnement par cas, des agents autonomes et des systèmes multi-agents.
Elle est l’auteure ou la coauteure de plus de 700 documents techniques portant sur les systèmes multi-agents, les agents logiciels, les services Web, le Web sémantique, l’interaction homme-ordinateur, l’interaction homme-robot, négociation, raisonnement fondé sur des cas et application de ces techniques à la planification d’actions de crise, à l’ordonnancement, à la fabrication, à la gestion des soins de santé, à la planification financière et au commerce électronique. Elle a dirigé des efforts de recherche de plusieurs millions de dollars financés par la DARPA, la NASA, l’AFOSR, l’ONR, l’AFRL, la NSF et l’industrie. Grâce à un programme ONR MURI et à travers le programme COABS DARPA, le groupe du Prof. Sycara a développé l’infrastructure multi-agents RETSINA, une boîte à outils qui permet le développement d’agents logiciels hétérogènes qui peuvent coordonner dynamiquement dans des environnements d’information ouverts (p. ex., Internet). RETSINA a été utilisé dans de multiples applications, y compris le soutien aux équipes de mission conjointes humaines pour la réponse aux crises; la création d’agents autonomes pour la sensibilisation à la situation et la fusion de l’information; la gestion du portefeuille financier, les négociations et la formation d’une coalition pour l’e-commerce et la coordination des robots pour la recherche et le sauvetage urbains. Sycara est l’une des contributrices au développement de OWL-S, le langage sponsorisé par Darpa pour les services Web sémantiques, ainsi que des logiciels de matchmaking et de courtage pour la découverte d’agents, l’intégration de services et l’interopération sémantique.
Syraca est membre du Conseil consultatif scientifique de France Télécom, 2003-2009 ; membre du Conseil consultatif scientifique de l’Institut d’informatique et de télécommunications du Centre national grec de recherche Demokritos, 2004-2012 ; membre du Conseil exécutif de l’AAAI (1996-1999); membre du comité technique OASIS sur le développement du logiciel UDDI (Universal Description and Discovery for Interoperability) qui est une norme de l’industrie; et expert invité pour le groupe de travail W3C (World Wide Web Consortium) sur l’architecture des services Web. Elle a été membre fondatrice du conseil d’administration de la Fondation internationale des systèmes multi-agents (IFMAS), et membre fondatrice de la Semantic Web Science Association.